# Isoetes setacea
Isoetes setacea — вид родини молодильникові (Isoetaceae).

## Опис
Багаторічний гідрофіт (геофіт), характерний для тимчасово вологих зон і може витримувати рівень води до 50 см. Вегетативний ріст зазвичай відбувається в зимовий період, в той час як дозрівання спор відбувається навесні.

## Поширення
Країни проживання: Франція, Греція, Іспанія, Гібралтар, Португалія, Марокко.